# シナプトソーム
シナプトソーム（英: synaptosome）は、神経細胞から単離されたシナプス終末である。神経組織を等張条件下で温和にホモジナイズし、分画遠心と密度勾配遠心を行うことでシナプトソームは単離される。液体によるせん断応力によって神経終末は軸索から切り離され、切り離された粒子は神経終末周囲の細胞膜によって再密封される。シナプトソームは浸透圧感受性であり、小さく透明な無数のシナプス小胞のほか、より大きな有芯小胞（dense-core veisicle）も含まれることがあり、また1つ以上の小さなミトコンドリアが含まれていることも多い。シナプトソームは、元の神経終末が有していた形態学的特徴や化学的性質の大部分が維持されている。また、哺乳類の脳から単離されたシナプトソームは、アクティブゾーンに向かい合う部位に接着したシナプス後膜の一部が結合したままであることが多い。
シナプトソームは、脳組織を等張スクロース溶液中でホモジナイズした際に残る、いわゆる"bound form"と呼ばれる状態のアセチルコリンが含まれる細胞内区画を同定する試みを通じて、初めて単離された。アセチルコリンを含有する粒子と、アセチルコリンの合成酵素であるコリンアセチルトランスフェラーゼは、HebbとWhittakerによって1958年に単離された。その後Whittakerは顕微鏡学者Grayとの共同研究によって、モルモットの大脳皮質由来のアセチルコリンに富む粒子が含まれる画分は、神経終末がくびり切られたものからなることを示した。Whittakerはこうした画分を記載するためにシナプトソーム（synaptosome）という語を用い、溶解したシナプトソームからシナプス小胞が単離されることを示した。
シナプトソームには神経伝達物質の取り込み、貯蔵、放出に必要な分子装置が含まれているため、試験管内でのシナプス伝達の研究に広く利用されている。シナプトソームは正常な膜電位、シナプス前受容体、代謝産物やイオンの移動が維持されており、脱分極した際には複数の神経伝達物質（アセチルコリン、アミノ酸、カテコールアミン、ペプチドなど）がCa2+依存的に放出される。脳全体または特定の脳領域から単離されたシナプトソームは、シナプス小胞放出の構造機能相関の研究においても有用なモデルとなっている。シナプトソームは脳以外にも、脊髄、網膜、筋層間神経叢やシビレエイの発電器官からも単離することができる。シナプトソームは、シナプス後肥厚や、シナプス小胞が接着したアクティブゾーンの単離のための利用の可能性もある。シナプス小胞、シナプス膜、シナプス後肥厚など、単離されたシナプトソームのさまざまな下位プロテオームに対してプロテオーム解析がなされており、脳の神経伝達や神経可塑性に関わる分子装置についてより深い理解がもたらされている。